# Solanum aspersum
Solanum aspersum ist eine Pflanzenart aus der Gattung der Nachtschatten (Solanum). Innerhalb der Gattung wird sie in die Dulcamaroid-Klade eingeordnet. Die Art wurde 2010 von Sandra Knapp erstbeschrieben.

## Beschreibung

### Vegetative Merkmale
Solanum aspersum ist eine verholzende Liane von unbestimmter Länge oder Wuchshöhe. Die Stängel sind dicht und gleichmäßig mit im Alter abfallenden Trichomen besetzt. Diese werden 0,5 bis 1,5 mm lang, sind gebogen am Stamm anliegend, einreihig und nur aus wenigen Zellen bestehend. Die unterste Zelle ist größer und steht auf einer vergrößerten Basis. Die Rinde ist an älteren Stängeln grünlich braun und durch die Überreste der abfallenden Trichome feinwarzig. Die jungen Triebe sind vollständig mit einfachen, einreihigen Trichomen besetzt, die bis zu 1,5 mm lang werden und an Herbarexemplaren blass strohfarben sind.
Die sympodialen Einheiten beinhalten viele Laubblätter. Die Blätter sind einfach, werden 3,5 bis 9 cm lang (selten nur 1 cm) und 1,5 bis 4,6 cm breit (selten nur 0,6 cm). Die Blattspreite ist eiförmig bis schmal eiförmig, die breiteste Stelle befindet sich im unteren Drittel. Sie ist häutig bis papierartig und stark entfärbt. Die Blattoberseite ist gleichmäßig mit bis zu 2 mm langen, einfachen und einreihigen Trichomen besetzt. Da sie auf erhöhten Basen stehen, wirkt die Oberfläche warzig. Die Blattunterseite ist mit ähnlichen Trichomen wie die Oberseite besetzt, allerdings bestehen diese aus zwei oder drei Zellen, von denen die unterste die größte ist und stehen an den Blattadern dichter. Von der Blattachse gehen sieben bis neun Paar Blattadern aus. Der Blattstiel ist 0,7 bis 2,0 cm lang und ähnlich wie die Stängel und die Blattspreiten behaart.

### Blütenstände und Blüten
Die Blütenstände stehen am Ende belaubter Kurzsprosse. Sie sind 3 bis 15 cm lang und kugelförmig bis ellipsoid. Sie bestehen aus 12 bis 60 Blüten und sind stark verzweigt, wobei eine basale Verzweigung nur knapp oberhalb des Ansatzes am Stängel den Blütenstand in zwei deutliche Zweige teilt. Die Verzweigungen des Blütenstands stehen nahezu im rechten Winkel auseinander. Der Blütenstand ist mit einfachen Trichomen dicht behaart. Der Blütenstiel ist 0,5 bis 0,8 mm lang und an der Basis und an der Spitze weniger als 0,5 mm stark. Er ist mit bis zu 1,5 mm langen Trichomen besetzt, die bis zu 1,5 mm lang werden. Nahe der Basis ist der Blütenstiel gelenkartig gebogen und mit einer kleinen Hülle versehen, die als kurzer Zapfen am Blütenstand bestehen bleibt. Die Blütenstiele stehen unregelmäßig 1 bis 10 mm auseinander.
Die Krone steht deutlich über den Kelch der schmal ellipsoiden Knospe hinaus. Die fünfzähligen Blüten sind immer vollständig ausgebildet. Die Kelchröhre ist konisch, etwa 2 mm lang und mit 0,5 bis 1 mm langen, dreieckigen bis breit dreieckigen Kelchzipfeln besetzt. Die Behaarung des Kelches ist weniger stark ausgeprägt als am restlichen Blütenstand. Die Krone misst 1,2 bis 1,7 cm im Durchmesser, ist sternenförmig bis nahezu zur Basis gelappt und weiß, pink oder blass blau gefärbt. Die Kronlappen sind 6 bis 7 mm lang und 1,5 bis 2 mm breit und zur Blütezeit zurückgebogen. Die Außenseite der Krone ist unbehaart, die Innenseite ist dicht mit schwach papillösen, bis 0,5 mm langen Trichomen besetzt, die an der Spitze und den Rändern dichter stehen.
Die Staubfäden sind unbehaart und auf weniger als 0,5 mm zu einer Röhre verwachsen, der frei stehende Teil ist etwa 0,5 mm lang. Die Staubbeutel sind 4 bis 4,5 mm lang, etwa 1 mm breit, elliptisch und gelb gefärbt. Sie öffnen sich durch Poren an den Spitzen, die Poren vergrößern sich zu Schlitzen. Der Fruchtknoten ist unbehaart. Der Griffel ist 5 bis 6 mm lang und mit dünnen, einfachen und bis zu 0,5 mm langen Trichomen besetzt, die in der unteren Hälfte dichter stehen. Die Narbe ist kopfig-abgeschnitten und fein papillös.

### Früchte und Samen
Die zur Erstbeschreibung bekannten Früchte sind möglicherweise unreif. Es sind kugelförmige Beeren mit einem Durchmesser von 1,3 mm und grüner oder gelblich-grüner Farbe. Das Perikarp ist dünn und glänzend. An den Früchten vergrößern sich die Blütenstiele auf eine Länge von 0,9 bis 1 cm und einem Durchmesser an der Basis von 1 bis 1,5 mm. Sie verholzen und sind abstehend. Pro Frucht werden mehr als 10 Samen gebildet, sie sind wahrscheinlich abgeflacht nierenförmig.

## Verbreitung
Solanum aspersum ist nur von wenigen, weit auseinanderliegenden und isoliert liegenden Funden entlang der Anden vom mittleren Ecuador bis nach Kolumbien, sowohl aus den Cordillera Occidental als auch aus den zentralen Cordillera Real bekannt. Die Standorte liegen zwischen 1600 und 2500 m Höhe. Es ist wahrscheinlich, dass die Art häufiger vorkommt, als die bisher bekannten Funde nahelegen.

## Systematik
Innerhalb der Gattung der Nachtschatten (Solanum) wird Solanum aspersum in die Dulcamaroid-Klade eingeordnet. Innerhalb der Klade kann die Art in eine morphologisch und geographisch abgetrennte Gruppe eingeordnet werden. Dazu gehören neben Solanum aspersum die Arten Solanum amygdalifolium, Solanum endoadenium, Solanum inodorum, Solanum luculentum und Solanum odoriferum. Alle Arten dieser Gruppe sind in den Anden und im Südosten Brasiliens verbreitet.

## Botanische Geschichte und Etymologie
Die Art wurde im Mai 2010 von Sandra Knapp erstbeschrieben. Die Veröffentlichung erfolgte im nur in elektronischer Version erschienenen Journal „PLoS One“, was in dieser Form erstmals geschah. Da in der zur Zeit der Veröffentlichung geltenden Fassung des International Code of Botanical Nomenclature (ICBN) eine solche Veröffentlichungsform nicht vorgesehen war, wurden zeitgleich mit der Veröffentlichung im Internet elf Ausdrucke des Artikels an verschiedene Bibliotheken und an den International Plant Names Index (IPNI) gesendet. Mit der Veröffentlichung wagen die Autorin und die Verleger des Journals einen Vorstoß zur Änderung des ICBN. Ein entsprechender Antrag soll von Sandra Knapp beim International Botanical Congress 2011 in Melbourne, Australien vorgelegt werden.
Das erste bekannte Exemplar der Art und auch Typusexemplar wurde am 30. Dezember 1940 von José Cuatrecasas gesammelt. Dieses und andere später gefundene Exemplare wurden meistens der Art Solanum aureum zugeordnet. Das Epitheton aspersum bezieht sich auf die wenigen, verstreut liegenden bekannten Standorte der Art.

## Nachweise

### Hauptquellen
- Sandra Knapp: Four New Vining Species of Solanum (Dulcamaroid Clade) from Montane Habitats in Tropical America. In: PLoS One, Band 5, Nummer 5, e10502, Mai 2010. doi:10.1371/journal.pone.0010502